# Zdeňka Veřmiřovská
Zdeňka Veřmiřovská (n. 27 iunie 1913, Kopřivnice, Austro-Ungaria – d. 13 mai 1997, Praga, Cehia) a fost o gimnastă artistică ce a reprezentat Cehoslovacia, medaliată olimpică. A participat la 2 ediții ale Jocurilor Olimpice (1936, 1948) în care a câștigat o medalie de aur și o medalie de argint.